# Neulise
Neulise és un municipi francès situat al departament del Loira i a la regió d'Alvèrnia-Roine-Alps. L'any 2007 tenia 1.263 habitants.

## Demografia

### Població
El 2007 la població de fet de Neulise era de 1.263 persones. Hi havia 496 famílies de les quals 148 eren unipersonals (80 homes vivint sols i 68 dones vivint soles), 160 parelles sense fills, 164 parelles amb fills i 24 famílies monoparentals amb fills.
La població ha evolucionat segons el següent gràfic:
Habitants censats

### Habitatges
El 2007 hi havia 589 habitatges, 500 eren l'habitatge principal de la família, 27 eren segones residències i 62 estaven desocupats. 491 eren cases i 98 eren apartaments. Dels 500 habitatges principals, 352 estaven ocupats pels seus propietaris, 142 estaven llogats i ocupats pels llogaters i 6 estaven cedits a títol gratuït; 23 tenien dues cambres, 71 en tenien tres, 160 en tenien quatre i 246 en tenien cinc o més. 360 habitatges disposaven pel capbaix d'una plaça de pàrquing. A 228 habitatges hi havia un automòbil i a 220 n'hi havia dos o més.

### Piràmide de població
La piràmide de població per edats i sexe el 2009 era:
| Homes | Edats   | Dones |
| ----- | ------- | ----- |
| 4     | 95 o +  | 12    |
| 4     | 90 a 94 | 24    |
| 4     | 85 a 89 | 32    |
| 12    | 80 a 84 | 12    |
| 32    | 75 a 79 | 40    |
| 40    | 70 a 74 | 28    |
| 32    | 65 a 69 | 44    |
| 40    | 60 a 64 | 12    |
| 16    | 55 a 59 | 24    |
| 52    | 50 a 54 | 32    |
| 40    | 45 a 49 | 56    |
| 28    | 40 a 44 | 12    |
| 44    | 35 a 39 | 20    |
| 28    | 30 a 34 | 48    |
| 24    | 25 a 29 | 44    |
| 20    | 20 a 24 | 20    |
| 44    | 15 a 19 | 32    |
| 32    | 10 a 14 | 32    |
| 28    | 5 a 9   | 36    |
| 36    | 0 a 4   | 20    |

## Economia
El 2007 la població en edat de treballar era de 723 persones, 545 eren actives i 178 eren inactives. De les 545 persones actives 513 estaven ocupades (271 homes i 242 dones) i 32 estaven aturades (13 homes i 19 dones). De les 178 persones inactives 83 estaven jubilades, 53 estaven estudiant i 42 estaven classificades com a «altres inactius».

### Ingressos
El 2009 a Neulise hi havia 511 unitats fiscals que integraven 1.207,5 persones, la mediana anual d'ingressos fiscals per persona era de 16.651 €.

### Activitats econòmiques
Dels 71 establiments que hi havia el 2007, 1 era d'una empresa extractiva, 2 d'empreses alimentàries, 8 d'empreses de fabricació d'altres productes industrials, 11 d'empreses de construcció, 14 d'empreses de comerç i reparació d'automòbils, 6 d'empreses de transport, 3 d'empreses d'hostatgeria i restauració, 4 d'empreses financeres, 3 d'empreses immobiliàries, 5 d'empreses de serveis, 10 d'entitats de l'administració pública i 4 d'empreses classificades com a «altres activitats de serveis».
Dels 21 establiments de servei als particulars que hi havia el 2009, 1 era una oficina de correu, 1 una oficina bancària, 5 tallers de reparació d'automòbils i de material agrícola, 1 paleta, 1 guixaire pintor, 2 fusteries, 4 lampisteries, 1 electricista, 1 empresa de construcció, 2 perruqueries i 2 restaurants.
Dels 4 establiments comercials que hi havia el 2009, 1 era una botiga de menys de 120 m², 1 una fleca, 1 una carnisseria i 1 una floristeria.
L'any 2000 a Neulise hi havia 61 explotacions agrícoles que ocupaven un total de 1.824 hectàrees.

## Equipaments sanitaris i escolars
L'únic equipament sanitari que hi havia el 2009 era una farmàcia.
El 2009 hi havia 2 escoles elementals.

## Poblacions més properes
El següent diagrama mostra les poblacions més properes.